# محمود أباد (باراندوز تشاي جنوبي)
محمود أباد هي قرية في مقاطعة أرومية، إيران. يقدر عدد سكانها بـ 711 نسمة بحسب إحصاء 2016.